# Anthony Caillot
Anthony Louis Léon Caillot, né le 14 mars 1908 à Valognes (Manche), décédé le 5 février 1994 à Regnéville-sur-Mer (Manche), était un évêque catholique français, évêque titulaire de Bononia (de) et coadjuteur d'Évreux de 1962 à 1964, puis évêque d'Évreux de 1964 à 1972, et évêque émérite d'Évreux de 1972 à 1994.

## Biographie

### Formation
Quatorzième enfant d'une famille rurale, il fait ses études à l'institut Saint-Paul de Cherbourg, entre au séminaire de Coutances puis termine son cheminement vers le sacerdoce au séminaire d'Aix-en-Provence.

### Prêtre
Il est ordonné prêtre pour le diocèse de Coutances et Avranches par Théophile-Marie Louvard le 29 juin 1932. Il sera vicaire à Coutances, Saint-Lô puis Cherbourg. En 1942, il est nommé curé de Vindefontaine; en 1944 il est nommé curé de Brécey, puis il devient vicaire général de Jean Guyot.

### Évêque
Nommé le 12 décembre 1961 par le pape Jean XXIII, avec le titre d'évêque titulaire de Bononia (de), comme coadjuteur d'Alphonse Gaudron, évêque d'Évreux, il est consacré  le 29 mars 1962 par Jean Guyot. Il deviendra évêque d'Évreux le 24 mars 1964.
Il participe aux quatre sessions du concile Vatican II. Dans cette période difficile pour l'Église, la conduite d'un diocèse français ne fut pas simple (mai 68, dérives dans l'application du concile, évolution de la société...). Caillot, quelque peu affecté par ces bouleversements, présente sa démission qui fut acceptée par le pape Paul VI le 14 avril 1972. Évêque émérite d'Évreux, il accompagne un mouvement de chrétiens retraités, revient à Saint-Lô en 1977, puis se retire à Regnéville-sur-Mer en 1992. Il y meurt le 6 février 1994.

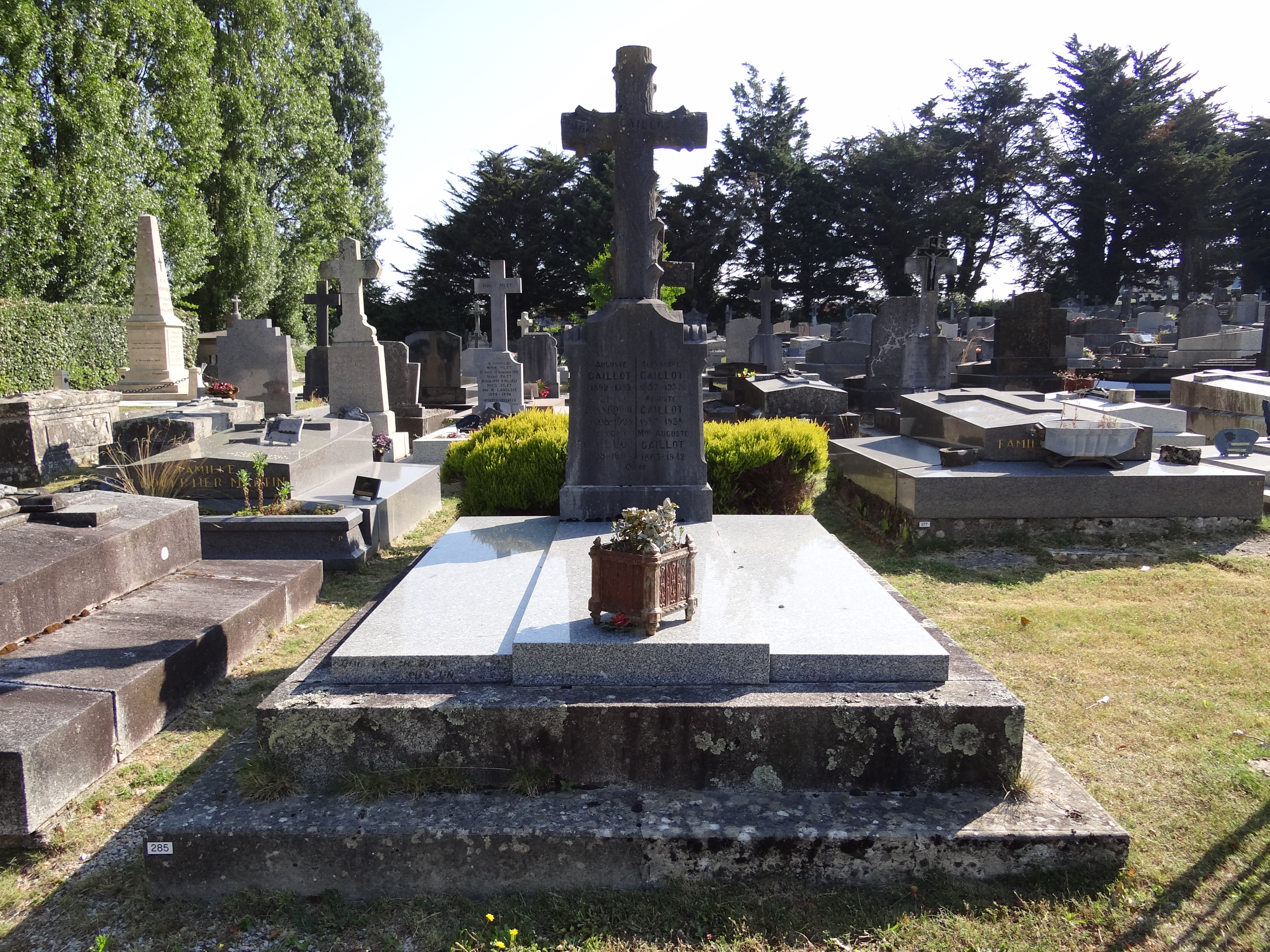
La tombe d'Anthony Caillot au cimetière Saint-Malo à Valognes (Manche).

Contrairement à la majorité des autres évêques inhumés dans la cathédrale d'Évreux, il est inhumé dans le caveau familial au cimetière Saint-Malo de sa ville natale de Valognes.